# 聖公會格拉斯哥暨加洛韋教區
聖公會格拉斯哥暨加洛韋教區（英語：Diocese of Glasgow and Galloway）是蘇格蘭聖公會的一個教區，位於蘇格蘭西南部。
加洛韋教區由聖彌安成立於5世紀，格拉斯哥教區由聖芒戈成立於550年，兩教區於1837年合併。目前教區轄區包括鄧弗里斯-加洛韋、艾爾郡、拉納克郡、史特靈郡、敦巴頓郡、倫弗魯郡，教座為聖馬利亞座堂。現任主教為格雷戈爾·鄧肯。